# Football Leaks
Football Leaks foi uma série de furos jornalísticos no mundo do futebol profissional europeu, que revelou transações financeiras "obscuras" e expôs os truques fiscais empregados por algumas das maiores estrelas do continente. Tudo começou com uma série de investigações publicadas em dezembro de 2016 e novembro de 2018 por parceiros de média da European Investigative Collaborations (EIC), como Der Spiegel, Mediapart, El Mundo, Expresso, Falter, L'espresso, e Le Soir .
O Football Leaks começou como um blog, onde eram divulgadas informações confidenciais sobre jogadores e clubes notáveis.
Rui Pinto, autor do Football Leaks, foi detido em Budapeste, Hungria, a 16 de janeiro de 2019 a pedido das autoridades portuguesas por suspeita de tentativa de extorsão qualificada, violação de sigilo e acesso ilegal a informação. Foi extraditado para Portugal e acusado de 147 crimes pelo Ministério Público .

## Furos Jornalísticos
O site foi criado em setembro de 2015 e revela taxas de transferência, salários e informações contratuais sobre jogadores de futebol famosos. O a primeira divulgação de documentos confidenciais foi sobre acordos de terceiros entre o clube FC Twente e a Doyen Sports, que levaram a Royal Dutch Football Association a banir o clube Twente do futebol europeu por três anos. O Football Leaks também revelou que o AS Monaco pagou 43 milhões de euros por Radamel Falcao, em vez dos cerca dos 60 milhões de euros estimados. O site revelou também que, quando Neymar assinou contrato com o FC Barcelona, recebeu € 8,5 milhões pela assinatura, com cláusula rescisória de € 190 milhões (£ 152 milhões), e que ganharia € 77 mil por semana. Uma fuga de informação revelou que a transferência de Gareth Bale do Tottenham Hotspur para o Real Madrid foi superior a 100 milhões de euros, mais do que os 96 milhões de euros que o clube pagou por Cristiano Ronaldo . O site também revelou que Ronaldo ganhou € 1,1 milhão por fazer uma sessão de fotos com a Mobily . Outra publicação relacionou-se com a transferência de James Rodríguez do Mónaco para o Real Madrid por 75 milhões de euros mais 15 milhões de euros em cláusulas adicionais.
Em janeiro de 2016, foi alegado que o Football Leaks a ser investigado pelas autoridades portuguesas por acusações de chantagem e extorsão. No final de fevereiro, o presidente da Liga Nacional de Fútbol Profesional, Javier Tebas, culpou a FIFA pela fuga de detalhes do contrato de três jogadores da liga espanhola La Liga . Em abril do mesmo ano, o site anunciou pausaria temporariamente as suas publicações.
Em novembro de 2018, o Football Leaks afirmout haver discussões secretas sobre a criação de uma nova competição continental de clubes, a Superliga Europeia, que começaria a ser disputada em 2021, o que acabou por não acontecer, embora a Superliga tenha sido anunciada em 2021. No mesmo mês, o site alegou que tanto o Manchester City quanto o Paris Saint-Germain estavam em violação dos Regulamentos de Fair Play Financeiro da UEFA . Mais de um ano antes, o Manchester City foi sancionado pela UEFA por essa razão e, um mês depois, a UEFA ilibou o clube Paris Saint-Germain de violar as regras do FFP, uma decisão que foi posteriormente confirmada pelo Tribunal Arbitral do Esporte  em março de 2019.

## European Investigative Collaborators (EIC)
Em dezembro de 2016, Der Spiegel e outros parceiros da rede European Investigative Collaborations (EIC) (incluindo L'Espresso, Le Soir, NRC Handelsblad, The Romanian Centre for Investigative Journalism / The Black Sea, Mediapart, Politiken, Falter, NewsWeek, El Mundo, The Sunday Times e Expresso ) começaram a publicar informações sobre evasão fiscal por parte de várias estrelas do futebol. Algumas das informações foram divulgadas pelo Football Leaks. Os furos jornalísticos incluem "cerca de 18,6 milhões de documentos, entre contratos, e-mails e documentos de excell, que serviram de material para o trabalho de jornalismo de investigação de 60 jornalistas em 12 meios de comunicação social europeus". Em 5 de dezembro, o El Mundo revelou um decreto judicial do juiz espanhol Arturo Zamarriego que proíbe a EIC de publicar informações até "a investigação legal de sua obtenção". Repórteres Sem Fronteiras descreveu a decisão como "uma tentativa de censura em escala continental".

## Propriedade de terceiros no futebol de associação
Os furos jornalísticos revelaram que alguns terceiros teriam propriedade (Third-Party Ownership) de jogadores de futebol, "pela qual os direitos económicos de um jogador são propriedade de investidores". De acordo com os documentos do Football Leaks obtidos pelo Der Spiegel e partilhados com o EIC, certos indivíduos, corporações internacionais e até grandes bancos estavam envolvidos. Um dos criadores do Football Leaks concedeu uma entrevista ao Der Spiegel em fevereiro de 2016 usando o pseudónimo de John.